# Baroa vatala
Baroa vatala là một loài bướm đêm thuộc phân họ Arctiinae, họ Erebidae.